# Hypolestes
Hypolestes là một chi chuồn chuồn kim. Đây là chi duy nhất trong phân họ Hypolestinae, họ Megapodagrionidae. 

## Các loài
Chi này gồm các loài
- Hypolestes clara
- Hypolestes trinitatis